# Оохенунпа

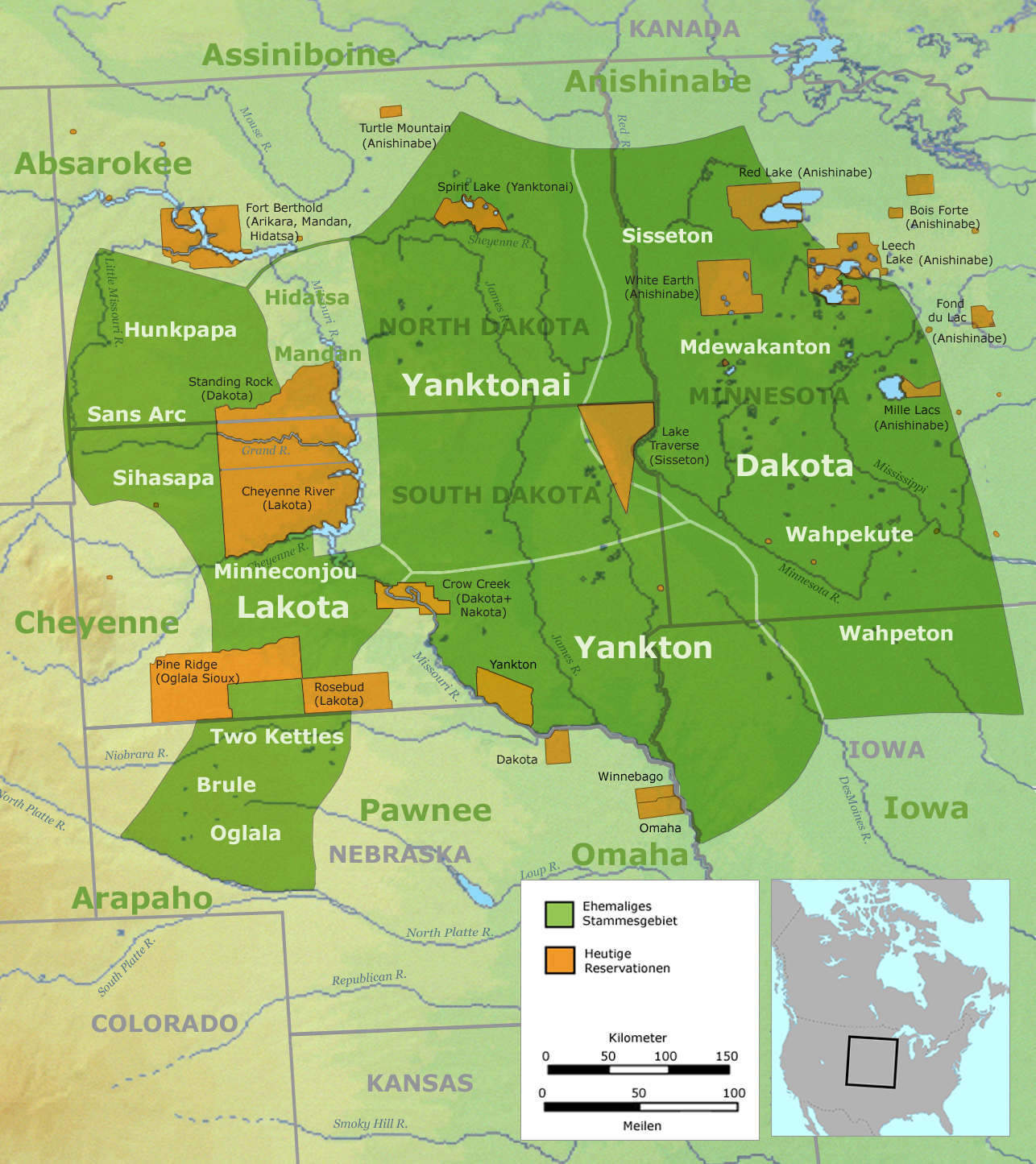
Историческая область расселения оохенунпа(Two Kettles) и соседних племён.

Оо́хенунпа, о́хенонпа, два́ котла́, лакота Oóhenuŋpa (англ. Two Kettles) — индейское племя языковой семьи сиу. Входит в состав народа лакота. Название племени в переводе с языка лакота означает Два котла или Два Кипячения.

## История
В XIX веке проживали на территории современного штата Южная Дакота, севернее брюле, кочевали также по северу Небраски. Льюис и Кларк не оставили в своих записях упоминания об этом племени. Первым из европейцев, кто описал оохенунпа, был иезуитский миссионер Пьер Жан Де Смет в 1843 году. Оохенунпа всегда были самыми малочисленными из лакота. Их численность не превышала 800 человек. В отличие от многих племён сиу оохенунпа не проявляли враждебности к белым людям и всегда были миролюбивы, имея много друзей среди белых торговцев. 
По переписи 1887 года численность оохенунпа была определена в 642 человека. Ныне оохенунпа  проживают в резервации Шайенн-Ривер в Южной Дакоте, вместе с миннеконжу, сихасапа и итазипчо. Перепись 2000 года показала их общую численность в 9064 человека.